# Божи-Дар (Миловице)

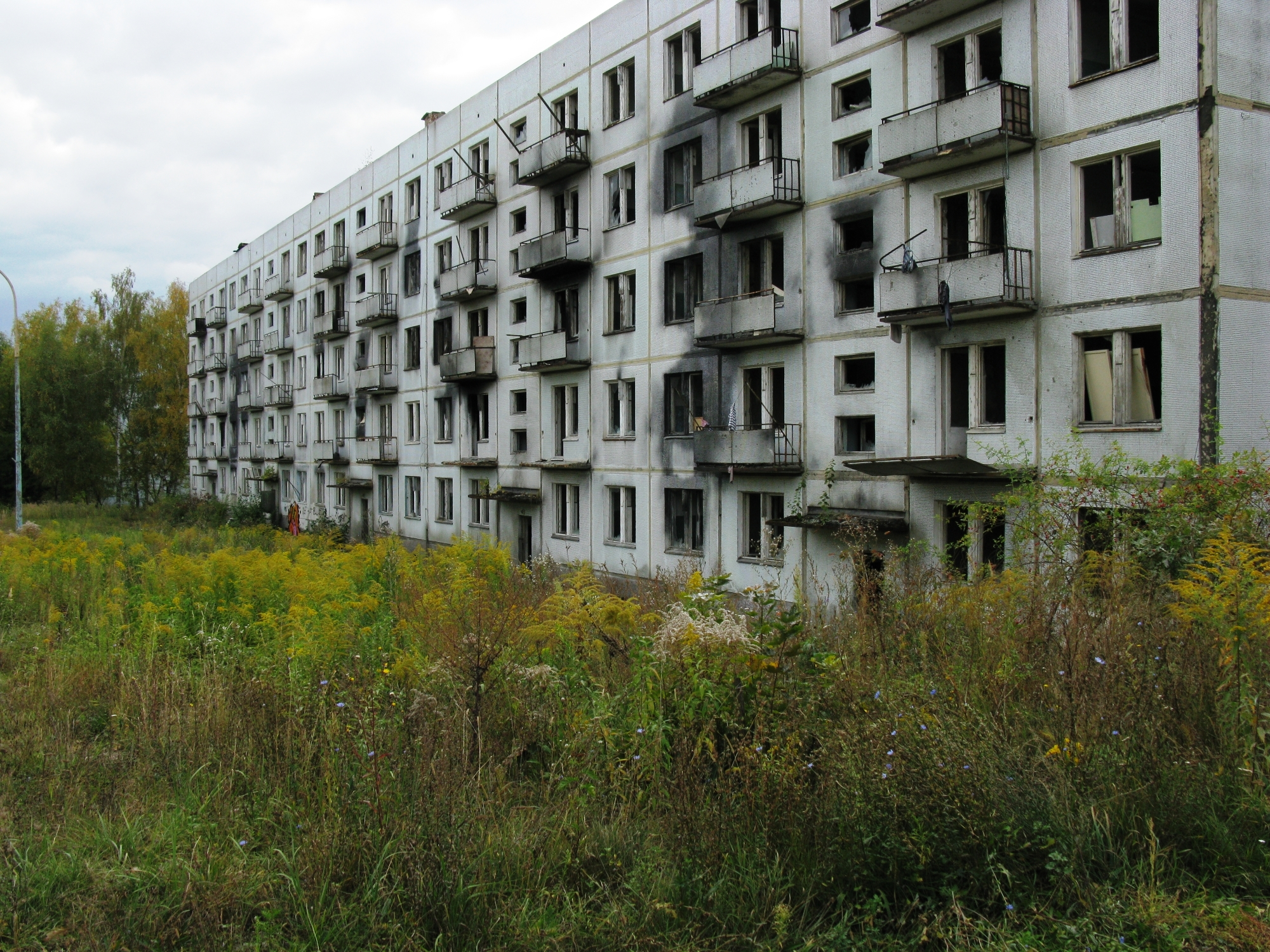
Заброшенный советский панельный дом в Божи-Дар, Миловице

Бо́жи-Дар (чеш. Boží Dar) — район чешского города Миловице (расположен в 2,5 км к северо-востоку от Миловице).

## История
Аэродром расположен южнее одноимённого города Миловице. Аэродром использовался Центральной группой войск ВС СССР с 1968 года (Операция «Дунай») до вывода советских войск из Чехословакии в 1991 году. В период с 20 августа 1968 года по 1991 год здесь размещался штаб 131-й смешанной авиационной Новгородской Краснознамённой дивизии, 114-й истребительный авиационный Таллинский Краснознамённый полк на самолётах МиГ-29 и 173-й отдельная смешанная авиационная эскадрилья.
В связи с выводом советских войск из Чехословакии с аэродрома 21 июня 1991 года был выведен 114-й истребительный авиационный Таллинский Краснознамённый полк. Полк перебазировлася на аэродром Ивано-Франковск.
131-я смешанная авиационная Новгородская Краснознамённая дивизия расформирована в 1991 году на аэродроме.
В настоящее время происходит застройка района новыми домами, реконструкция панельных домов советского периода.